# Франклин, Лонни
Ло́нни Фра́нклин (он же «Грим-Слипер» англ. Grim Sleeper, приблизительный перевод — «зловещий спящий»; 30 августа 1952, Лос-Анджелес, Калифорния — 28 марта 2020  Сан-Квентин) — американский серийный убийца, действовавший в Лос-Анджелесе.

## Биография
Лонни Дэвид Франклин-младший родился 30 августа 1952 года в Лос-Анджелесе, Калифорния, США в афроамериканской семье. Служил в составе контингента ВС США в Западной Германии. При прохождении военной службы в Штутгарте, в апреле 1974 года с двумя сообщниками совершил групповое изнасилование 17-летней местной жительницы за что был арестован, но благодаря сотрудничеству со следствием приговорен только к 14,5 месяцам лишения свободы (сообщники Франклина получили по 4 года тюремного заключения), по отбытии которых с позором исключен из состава армии США 24 июля 1975 года.
Вернулся в Лос-Анджелес, женился и завел двух детей. Несколько лет проработал автомехаником в гараже при одном из участков полиции Лос-Анджелеса. Также работал почтальоном, а затем водителем мусоровоза. В 1989 году обвинялся в нанесении побоев проститутке, однако был отпущен полицейскими за недоказанностью. В 1997—1999 годах отсидел небольшой срок в тюрьме по разным данным за кражу или хранение краденого.
В последние годы перед арестом открыл автомастерскую во дворе своего дома и подрабатывал ремонтом автомобилей. Соседями характеризовался только с положительной стороны, как общительный человек, который никогда не отказывался помочь.

### Преступления
За исключением одного чернокожего мужчины, преступник выбирал молодых чернокожих женщин. Он насиловал их, а затем убивал. Тела жертв он оставлял в закоулках на Западной Авеню в Лос-Анджелесе. Детективы подозревают, что некоторые жертвы были проститутками. Первое известное убийство Франклин совершил в августе 1985 года, когда было найдено тело застреленной 29-летней Деборы Джексон. Только три года спустя полиция поняла, что пистолет, из которого была убита Джексон, использовался в семи других убийствах. В ноябре 1988 года убийца изнасиловал женщину, после чего выстрелил ей в грудь. Она выжила и дала полиции первое описание убийцы, а также сообщила марку его автомобиля. Она описала его как «худого, опрятного, вежливого и ухоженного чернокожего парня». Также по её показаниям убийце принадлежал оранжевый Ford Pinto с белой полосой на капоте, как у гоночных машин. Однако поиски не дали никаких результатов.
В течение 13 лет убийца не совершал новых преступлений. Расследование активно продолжилось с 2001 года, когда детективы стали использовать технологию анализа ДНК, проверяя тысячи нераскрытых убийств, произошедших за несколько лет в Лос-Анджелесе. В 2004 году стало ясно, что в 2003 году убийца застрелил 35-летнюю женщину, а в марте 2002 года изнасиловал и задушил 14-летнюю девочку. В 2007 году бездомные нашли тело 25-летней девушки, которая была застрелена и закрыта пакетом для мусора. Тесты ДНК показали, что это совершил Grim Sleeper. Детективы проверили ДНК убийцы по федеральной базе данных ДНК известных преступников, но не нашли никаких следов. В начале сентября 2008 года чиновники в Лос-Анджелесе объявили, что они предлагают награду в размере 500 000$ за помощь в поимке убийцы.

## Жертвы
| Номер | Имя                                                         | Пол | Возраст | Тело найдено     |
| ----- | ----------------------------------------------------------- | --- | ------- | ---------------- |
| 1     | Дебра Джексон (Debra Jackson)                               | Жен | 29      | 10 августа 1985  |
| 2     | Генриетта Райт (Henrietta Wright)                           | Жен | 34      | 12 августа 1986  |
| 3     | Томас Стил (Thomas Steele) ‡                                | Муж | 36      | 14 августа 1986  |
| 4     | Барбара Уэр (Barbara Ware)                                  | Жен | 23      | 10 января 1987   |
| 5     | Бернита Спаркс (Bernita Sparks)                             | Жен | 26      | 15 апреля 1987   |
| 6     | Мэри Лоу (Mary Lowe)                                        | Жен | 26      | 1 ноября 1987    |
| 7     | Лачрика Джефферсон (Lachrica Jefferson)                     | Жен | 22      | 30 января 1988   |
| 8     | Элис «Моник» Александер (Alice «Monique» Alexander)         | Жен | 18      | 11 сентября 1988 |
| 9     | Энитра «Марджетт» Уошингтон (Enietra «Margette» Washington) | Жен | 30      | Выжила           |
| 10    | Принсесс Бертомье (Princess Berthomieux)                    | Жен | 15      | 19 марта 2002    |
| 11    | Валерия МакКорви (Valeria McCorvey)                         | Жен | 35      | 11 июля 2003     |
| 12    | Джанеша Питерс (Janecia Peters)                             | Жен | 25      | 1 января 2007    |

‡ Предполагаемая жертва

## Разоблачение
7 июля 2010 года был задержан 57-летний Лони Дэвид Франклин мл. (англ. Lonnie David Franklin Jr.), которому были предъявлены обвинения в 10 убийствах и одном покушении на убийство. Как позже выяснилось, на след Франклина полиция вышла случайно, летом 2009 года его сын 28-летний Кристафер Франклин был арестован за ношение незарегистрированного девятимиллиметрового пистолета в результате чего его образец ДНК попал в национальную базу данных, и оказался очень близким по своим параметрам с оставленным на местах убийств совершенных Гримм-Слипером. После нескольких месяцев скрытого наблюдения полицейским наконец удалось получить образец ДНК самого Лонни Франклина, после чего он и был арестован.
Так как со временем открывались все новые и новые подробности дела, суд постоянно переносили. Наконец 16 февраля 2016 года начались слушания по делу Грим-Слипера. В частности, Франклина опознали его выжившие жертвы Энитра Уошингтон, а также 55-летняя Лора Мур, попытку убийства которой в 1984 году ранее не связывали с нападениями Грим-Слипера.
5 мая 2016 года суд присяжных признал Франклина виновным по всем пунктам обвинения, и 6 июня того же года приговорил его к смертной казни. 10 августа 2016 года Верховный суд США утвердил смертный приговор Лонни Дэвиду Франклину-младшему.
Ожидал приведения в исполнение приговора в тюрьме Сан-Квентин, был обнаружен мёртвым в своей камере в 19:43 по местному времени, 28 марта 2020 года.